# Non tutto il male viene per nuocere
Non tutto il male viene per nuocere (Lumber Jerks) è un film del 1955 diretto da Friz Freleng. È un cortometraggio d'animazione della serie Looney Tunes, distribuito negli Stati Uniti il 25 giugno 1955. Dal 1999 viene distribuito col titolo Per un pugno di segatura in più.

## Trama
Mentre si spostano su un nuovo albero, Mac e Tosh scoprono che la maggior parte è stata abbattuta e portata via. Individuano quello che presumono essere il loro albero in mezzo a una serie di tronchi nel fiume, in attesa di essere trasportati in una segheria. I due iniziano a riportare la loro casa nella foresta a remi, ma la corrente li conduce verso una cascata. I due geomidi riescono a risalire la cascata, ma lo sforzo li esaurisce e si addormentano. Durante il sonno vengono trasportati nella segheria per poi essere svegliati da una sega che taglia il loro tronco, e si rendono conto che gli alberi vengono trasformati in ceppi, stuzzicadenti e mobili. In effetti, i geomidi presumono che la loro casa sarà trasformata in un mobilio e, dopo aver fallito nell'impedirlo, si avventurano fuori e assistono al caricamento di vari pezzi su un camion.
Mac e Tosh decidono di aspirare il gas dal camion ma il veicolo parte dalla segheria con il tubo ancora attaccato, lasciando una scia di carburante che i due seguono, finché il camion non si ferma avendo esaurito il carburante. Mentre i camionisti vanno a fare rifornimento lasciando il camion incustodito, Mac e Tosh scaricano i loro mobili e li impilano sopra il moncone del loro albero. Si siedono quindi davanti a un televisore, sebbene quest'ultimo non funzioni senza elettricità.

## Distribuzione

### Edizione italiana
Il corto arrivò in Italia direttamente in televisione negli anni ottanta. Nel doppiaggio, eseguito dalla Effe Elle Due e diretto da Franco Latini su dialoghi di Maria Pinto, le voci di Mac e Tosh vengono ripetutamente scambiate. Inoltre esso fu eseguito senza utilizzare la colonna internazionale, rimuovendo la musica presente durante i dialoghi. Nella VHS Speedy Gonzales' Fast Funnies fu invece presentato in inglese. Nel 1999, per l'inclusione nella VHS Un micio per amico, la Angriservices Edizioni ridoppiò il corto sotto la direzione di Renzo Stacchi, stavolta correttamente e utilizzando la colonna internazionale.

### Edizioni home video

#### VHS
America del Nord
- Speedy Gonzales' Fast Funnies (1985)

Italia
- Speedy Gonzales' Fast Funnies (1986)
- Un micio per amico (1999)

#### DVD
Il corto fu pubblicato in DVD-Video in America del Nord nel quarto disco della raccolta Looney Tunes Golden Collection: Volume 1 (intitolato Looney Tunes All-Stars: Part 2) distribuita il 28 ottobre 2003; il DVD fu pubblicato in Italia il 2 dicembre 2003 nella collana Looney Tunes Collection, col titolo All Stars: Volume 2. Fu inserito anche nel secondo disco della raccolta DVD Looney Tunes Spotlight Collection Volume 1, uscita in America del Nord sempre il 28 ottobre 2003, ristampato il 17 giugno 2014 col titolo Looney Tunes Center Stage: Volume 2.